# Natalya Dobrynska
Natalya Dobrynska (em ucraniano: Наталя Добринська; Brovary, 29 de maio de 1982) é uma atleta e campeã olímpica ucraniana, especializada no heptatlo.
Com um currículo anterior de resultados apenas em campeonatos europeus de atletismo e de pista coberta, ela foi campeã olímpica desta prova em Pequim 2008. Em 2012, foi campeã mundial de pista coberta, em Istambul, batendo o recorde mundial do pentatlo, com 5013 pontos. 
 . 